# Pada (rzeka)
Pada – rzeka w prowincji Virumaa Zachodnia w Estonii długości 40 kilometrów. Powierzchnia jej dorzecza wynosi 191 km². Rzeka uchodzi do Zatoki Fińskiej.